# Nyctemera albida
Nyctemera albida là một loài bướm đêm thuộc phân họ Arctiinae, họ Erebidae.